# Paola Mari
Paola Mari (Roma, ...) è un'annunciatrice televisiva e conduttrice televisiva italiana.

## Carriera
Dopo gli studi approda al mondo del cinema: partecipa ad alcuni film come Chewingum con Isabella Ferrari e Massimo Ciavarro, Mi faccia causa con Enrico Montesano e come stuntwomen nel film Phenomena del regista Dario Argento.
Nel 1983 segue un corso di danza moderna presso la scuola del gruppo di ballo di "Mustafà Cruzy Gang".  Presentatrice in ricorrenza dell'epifania di una manifestazioni per ragazzi svoltasi al Teatro Brancaccio di Roma.
1984 Modella Hair Style in una manifestazione svoltasi al Palazzo dei Congressi-Roma. Fotomodella per la casa di costumi da bagno Linea Sprint; partecipazione alla finale del concorso presentato da Pippo Baudo Miss ragazza in a Viareggio.
Vincitrice del concorso regionale Miss Cinema Basilicata nel 1984 è una delle finaliste Classificata 14ª del Concorso Miss Italia.  Da questo momento inizia ad avere proposte di lavoro. È finalista del concorso Valletta per Domenica In, programma televisivo presentato da Pippo Baudo, insieme a Romina Pellegrino, Mirella Banti e Claudia Turconi; vincitrice della selezione a Roma del concorso Fotomodella dell'anno; presentatrice dell'emittente privata TV6
Dopo un corso di dizione e aver vinto una selezione per annunciatori, nel 1988 inizia a lavorare per la Rai in qualità di annunciatrice televisiva dalla sede di Roma.
Successivamente viene scelta per condurre una rubrica di notizie per Sat-News. Supera il provino per la conduzione di un TG per ragazzi dal titolo Notizie Big in onda su Rai Uno.
Nel 1991 è assunta in Rai presso la sede radiofonica di via Asiago. Questa nuova realtà la vede impegnata nella lettura di giornali radio, annunci in diretta di concerti di musica sinfonica, nella recitazione in varie commedie, pubblicità ed altro ancora.
Qualche anno dopo viene chiamata dal TG Lazio per condurre insieme al giornalista Felice Borsato il programma sportivo Domenica,lunedì sport.
Nel 1993 conduce con il giornalista Michele Giammarioli il programma Scusate l'anticipo e continua nel frattempo a condurre il programma " Domenica-lunedi sport" con il giornalista Pietro Pasquetti e presentare le previsioni del tempo al Tg Lazio e all'occorrenza sulle testate nazionali.
Dal 1999 lavora come assistente alla regia-aiuto regista per i vari programmi delle tre reti RAI.
Anno 2000 Accademia Nazionale del cinema - doppiaggio di Bologna (Rodolfo Bianchi).
Il 20 dicembre 2003 presenta a Reggio Calabria il premio giornalistico internazionale Gino Votano 2003 insieme al giornalista del Tg1 Francesco Votano dove ottiene un premio speciale quale annunciatrice Rai "per l'impegno professionale".

### Altre attività
- 1983: Candid camera di Franco Solfiti, intervistatrice (Rete 4)